# Golfclub Oude Maas
Golfclub Oude Maas is een Nederlandse golfclub in Rhoon, ten zuiden van Rotterdam.
In een recreatiegebied aan de Oude Maas, naast grienden en een eendenkooi, ligt de in 1975 geopende golfbaan van Golfclub de Oude Maas. Het is een polderbaan, maar in de loop der jaren krijgt hij steeds meer een parkachtig karakter, zeker na de renovatie van 1998. Naast de 18 holes is er een 6-holes pitch & putt baan.

## Dames kampioen in de hoofdklasse
In 2001 en 2002 werd het damesteam kampioen in de hoofdklasse, mede door de prestaties was de 15-jarige gymnasiaste Monique Huijsman uit Breda. Ze is ook lid van de Oosterhoutse Golf Club, waar bondscoach Cees Renders haar coach is.